# 猪苗代町立猪苗代中学校
猪苗代町立猪苗代中学校（いなわしろちょうりつ いなわしろちゅうがっこう）は、福島県耶麻郡猪苗代町にある公立中学校である。

## 概要
猪苗代町内のうち猪苗代中学校、千里中学校、翁島中学校の3校が統合されて誕生したのが猪苗代中学校である。
2022年4月より猪苗代町唯一の中学校となった。

## 沿革
（旧）猪苗代中学校
- 1964年（昭和39年）4月1日 - 猪苗代中学校、千里中学校、翁島中学校の3校が統合して、新設の猪苗代中学校が開校。
- 1965年（昭和40年）11月25日 - 新校舎落成
- 1970年（昭和45年）8月17日 - プール完成
- 2000年（平成12年）11月11日 - オーストリアケーブルカー火災事故で遠征していたスキー部の部員5人が犠牲になった。

（新）猪苗代中学校
- 2022年（令和4年）3月31日 - 町内の猪苗代町立吾妻中学校、猪苗代町立東中学校、猪苗代中学校と統合し、新設の猪苗代中学校が開校[1]。

## 学区
- 猪苗代町全域
  - 2022年3月までは猪苗代小学校、翁島小学校、千里小学校区[3]